# Birgit Pelke

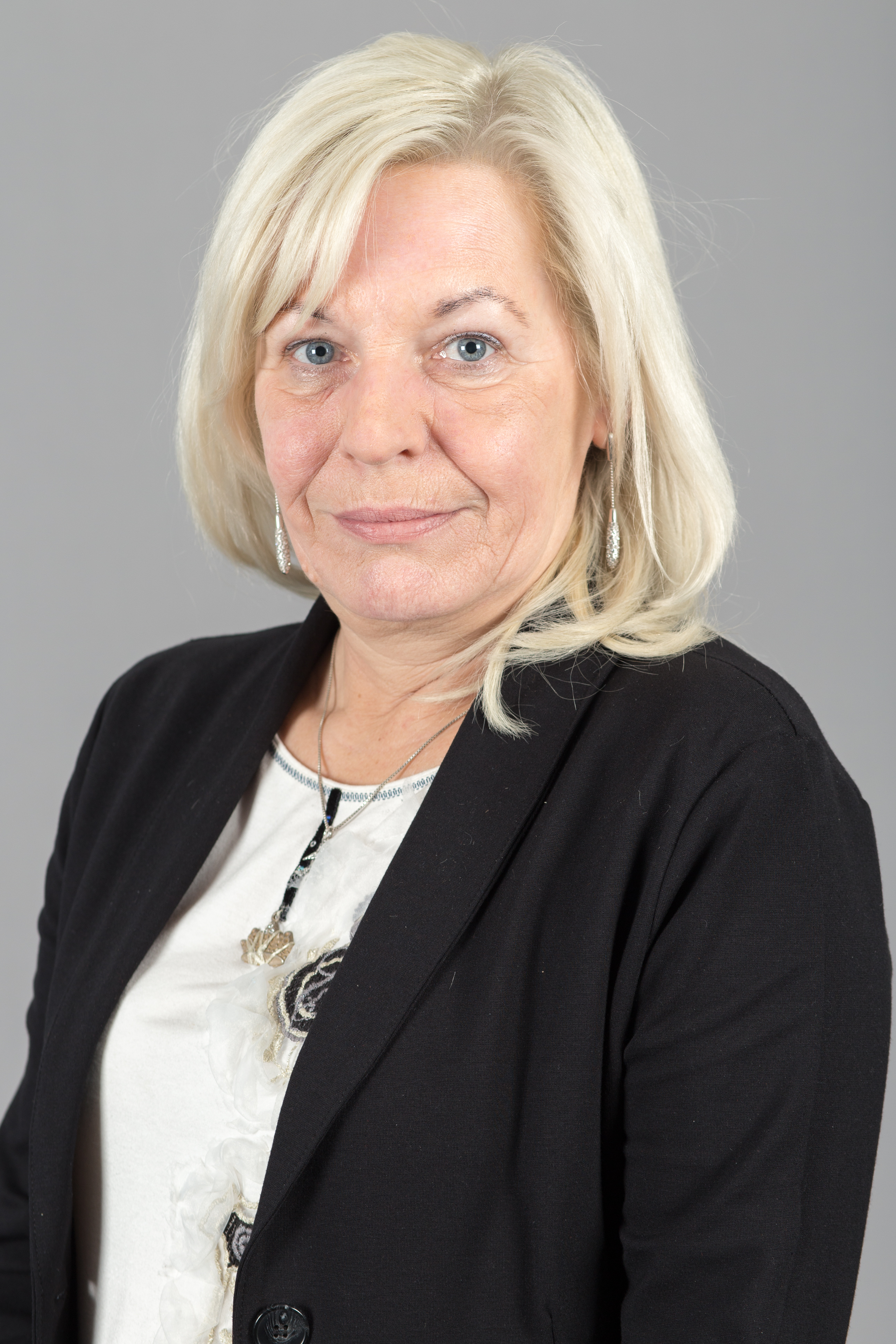
Birgit Pelke 2016

Birgit Pelke (* 8. Mai 1961 in Rüsselsheim) ist eine thüringische Politikerin (SPD). Sie war von 1994 bis 2019 Mitglied des Thüringer Landtags und dort von 2004 bis 2014 Landtagsvizepräsidentin.

## Ausbildung und Beruf
Nach ihrem Fachabitur im Bereich Wirtschaft und Verwaltung 1979 arbeitete Birgit Pelke zwischen 1980 und 1984 als Verwaltungsangestellte im Presse- und Fremdenverkehrsamt der Stadtverwaltung Rüsselsheim.
In der Zeit von 1984 bis 1991 war sie Geschäftsführerin des SPD-Unterbezirkes Groß-Gerau. Zwischen 1991 und 1994 war Birgit Pelke als Landesgeschäftsführerin der SPD in Thüringen tätig.

## Politik
Birgit Pelke trat 1979 in die SPD ein. Von 1981 bis 1991 war sie Mitglied des Kreistages Groß-Gerau. Seit 1999 ist sie Mitglied des Erfurter Stadtrates.
Seit der Landtagswahl in Thüringen 1994 war sie Mitglied des Landtages. Sie zog stets über die Landesliste ihrer Partei in den Landtag ein. Ihr Wahlkreis bei den Landtagswahlen von 1994 bis 2009 war der Landtagswahlkreis Erfurt I.
2004 wurde Birgit Pelke Vizepräsidentin des Thüringer Landtags und Mitglied des Fraktionsvorstandes. Sie war außerdem im Arbeitskreis Soziales, Bildung, Wissenschaft, Kultur und Medien und im Arbeitskreis Innen, Justiz, Kommunales und Wohnen vertreten. Im Parlament war Birgit Pelke Mitglied des Petitionsausschusses.
Bei der Landtagswahl 2014 verlor Pelke zunächst ihr Mandat im Thüringer Landtag, da ihr 13. Platz auf der SPD-Landesliste knapp nicht zur Wiederwahl ausreichte. Als Direktkandidatin im Wahlkreis Eichsfeld I, einer traditionellen CDU-Hochburg, erreichte sie nur 6,7 Prozent der Erststimmen. Als Nachrückerin für Hartmut Schubert zog sie im Dezember 2014 erneut in den Thüringer Landtag ein.  Bis zu ihrem Rücktritt im Juni 2019 war sie Vize-Vorsitzende der SPD-Fraktion im Landtag. Bei der Landtagswahl in Thüringen 2019 verlor sie ihr Mandat.

## Sonstige Ämter
Birgit Pelke ist seit November 1995 Landesvorsitzende des Arbeiter-Samariter-Bundes Thüringen und seit Oktober 2001 Vorsitzende des Stadtsportbundes Erfurt.